# This Town (Elton John)
This Town è un brano composto e interpretato dall'artista britannico Elton John; il testo è di Bernie Taupin.

## Il brano
Esso proviene dall'album Ice on Fire del 1985 (ne costituisce la prima traccia) e si presenta come un brano pop rock, decisamente ritmato. Anche qui suonano diversi musicisti, come nel singolo Wrap Her Up: Charlie Morgan è presente alla batteria, così come Paul Westwood al basso e Davey Johnstone (unico membro della storica Elton John Band a suonare nel disco) alla chitarra elettrica. Fred Mandel è messo in evidenza ai sintetizzatori, mentre David Bitelli suona due tipi di sassofoni. Paul Sprong e Raul D'Oliveira si cimentano alle trombe; al trombone è invece presente Rick Taylor. Ai cori sono messe in evidenza le componenti del gruppo statunitense delle Sister Sledge. Da notare, infine, la presenza di Elton al pianoforte, come di consueto. Il testo di Bernie significa letteralmente Questa città.